# Iceland (супермаркет)
Iceland — британська мережа продуктових супермаркетів у Великій Британії та Ірландії. Спеціалізується на заморожених продуктах, включаючи готові м'ясні страви, гарніри, піцу, овочі та напівфабрикати. Частка компанії на продуктовому ринку Британії — 1,8 %.

## Історія
Iceland почав свою історію у 1970 році, коли Мальколм Вокер відкрив свій перший магазин у містечку Озуестрі, Уельс разом із своїм бізнес-партнером Пітером Ханчліфом, інфестувавши в оренду приміщення £60 в місяць.
Коли у торговій мережі налічувалося уже 81 магазин у 1984 році, її акції були розміщені на Лондонській Фондовій Біржі.
У 1993 році компанія придбала фуд-холи універмагу Littlewoods, а також придбала французьку мережу Au Gel.
Приблизно в 2000 році компанія спробувала об'єднатися з British Home Stores. У травні 2000 року Iceland Foods об'єдналася з Booker plc. Стюарт Роуз з Букера став генеральним директором об'єднаної компанії. У листопаді 2000 року він перейшов до Arcadia Group, а в січні 2001 року його замінив Білл Грімсі.
У лютому 2002 року холдингова компанія Iceland Foods була перейменована в Big Food Group.
Після краху Baugur у 2009 році 77% акцій фірми перейшли у власність ісландських банків Landsbanki та Glitnir. У 2012 році пакет акцій придбав консорціум, включаючи Малкольма Вокера та Грема Кіркхема.
У січні 2009 року Iceland Foods оголосила, що придбає 51 магазин у Великій Британії у збанкрутілої мережі Woolworths Group через три дні після того, як останні 200 магазинів Woolworths закрили свої двері.
У березні 2010 року компанія увійшла в список Топ-25 найбільших компаній роботодавців Великої Британії, складений Sunday Times.
У листопаді 2013 року компанія почала продавати техніку онлайн у партнерстві з DRL Limited.
У 2014 році в Чехії було відкрито 2 нові магазини. У травні 2014 року компанія знову запустила онлайн-магазин, який припинив діяльність у 2007 році.
У січні 2018 року Iceland Foods оголосила, що до кінця 2023 року припинить використання пластику для всіх продуктів власного бренду.